# Gyan Riley
Gyan Riley (* 1977) je americký kytarista a skladatel. Je synem skladatele a klavíristy Terryho Rileyho. Svou první kytaru vyhrál v tombole, když mu bylo dvanáct let. Studoval na San Francisco Conservatory of Music. V roce 2013 vydal na značce Tzadik Records sólové album Stream of Gratitude. Majitelem vydavatelství je skladatel John Zorn. Riley s ním spolupracoval na několika albech, včetně Midsummer Moons (2017), Nove Cantici Per Francesco D'Assisi (2019) a Chesed (2019). V roce 2019 se účastnil Zornova Bagatelles Marathonu, s nímž koncertoval mimo jiné i v Praze. Kromě svého otce, s nímž absolvoval řadu koncertů, spolupracoval s mnoha dalšími hudebníky, mezi něž patří například Zakir Hussain, Dawn Upshaw, ale také Sanfranciský symfonický orchestr. Roku 2015 nahrál s Ivou Bittovou album Nayive Eviyan. Spolu se svým otcem přispěl v roce 2016 coververzí písně „Estimated Prophet“ od skupiny Grateful Dead na album Day of the Dead.

## Diskografie

### Sólová
- Food for the Bearded (2002)
- Melismantra (2007)
- New York Sessions (2010)
- Stream of Gratitude (2011)
- Sprig (2018)
- Shelter in Space (2020)
- Silver Lining (2021)

### Ostatní
- In C – 25th Anniversary Concert (Terry Riley, 1995)
- The Book of Abbeyozzud (Terry Riley, 1999)
- Y Bolanzero (Terry Riley, 2001)
- Serenado (Lou Harrison, 2003)
- Crossing Borders (World Guitar Ensemble, 2004)
- Live (Terry Riley a Gyan Riley, 2011)
- Eviyan Live (Iva Bittová, Gyan Riley a Evan Ziporyn, 2013)
- Time to Feed (Probosci, 2014)
- Nayive (Iva Bittová, Gyan Riley a Evan Ziporyn, 2015)
- Green Light (Evan Ziporyn, Wacław Zimpel, Hubert Zemler a Gyan Riley, 2015)
- John Zorn's Olympiad Volume 1: Dither Plays Zorn (John Zorn, 2015)
- The 3 Generations Trio (Terry Riley, 2016)
- Midsummer Moons (John Zorn, 2017)
- Dark Queen Mantra (Terry Riley, 2017)
- Nethermead (Duo Probosci, 2018)
- Way Out Yonder (Terry Riley a Gyan Riley, 2019)
- Chesed (Julian Lage a Gyan Riley, 2019)
- All Is Always Now – Fred Frith Live at the Stone (Fred Frith, 2019)
- Nove cantici per Francesco D'Assisi (John Zorn, 2019)
- Virtue (John Zorn, 2020)
- Teresa de Avila (John Zorn, 2021)
- Vulture Prince (Arooj Aftab, 2021)